# Papa china
Papa china (deutsch chinesische Kartoffel) ist eine volkstümliche Bezeichnung aus Ecuador für essbare Knollen, die gekocht oder geröstet ein stärkereiches Nahrungsmittel ergeben, dass von den südamerikanischen Indianern der Tropen seit alters her verwendet wird.
Die Knollen können von zwei völlig unterschiedlichen Pflanzengattungen stammen, die beide zu den Aronstabgewächsen (Araceae) zählen:
- Taro (Colocasia esculenta) -und-
- Tannia (Xanthosoma sagittifolium)